# Dimitrie Gusti
Dimitrie Gusti (1818-1887) fue un escritor, publicista, profesor y político rumano.

## Biografía
Nacido en 1818 en Iași, fue alumno de las escuelas de dicha ciudad. Publicista y político, en 1837 fue nombrado profesor de la escuela primaria de Iași y luego profesor de la academia de Iași. A partir de 1849 fue bibliotecario, subinspector, inspector de educación y ministro de Religión e Instrucción Pública de Moldavia. En 1867, bajo la presidencia de Ștefan Golescu, volvió a ser ministro de Religión de agosto a noviembre de 1868. Falleció en marzo de 1887.Fue autor de títulos como Geografia nona (1846), Geografia vechie (1849), De la Paris la Athena (traducción, 1851), Geografia pentru scoalele săteşci (1851), Retorica romana (1852), Buchetul poetic (1855) y Poporatiunea Moldovei şi agricultura ei pe anii 1859-60. Gusti editó Zimbrul, una revista política y literaria.